# Coupe du monde de kin-ball 2009
La Coupe du monde de kin-ball 2009 est la cinquième édition organisée par la FIKB. Elle a lieu pour la deuxième fois au Québec à Trois-Rivières du 26 octobre au 1er novembre 2009, au Centre sportif Alphonse-Desjardins.
Elle accueille pour la première fois 22 équipes dont 14 Seniors et 8 Juniors. Huit pays (Allemagne, Belgique, Canada, Danemark, Espagne, France, Japon, Suisse) s'affronteront afin de remporter le titre du champion 2009.

## Équipes qualifiées pour la phase finale
| Senior Homme Asie - Japon Amérique du Nord - Canada Europe - Espagne - France - Belgique - Allemagne - Danemark - Suisse | Senior Femme Asie - Japon Amérique du Nord - Canada Europe - Espagne - France - Belgique - Suisse |

| Junior Homme - 2 équipes Canada - 2 équipes Belgique | Junior Femme - 2 équipes Canada - 2 équipes Belgique |

### Classement Final Homme
1=Canada
2=Belgique
3=Japon
4=Espagne
5=Allemagne
6=France
7=Suisse
8=Danemark

### Classement Final Femme
1=Canada
2=France
3=Japon
4=Espagne
5=Belgique
6=Suisse